# Hiệp sĩ

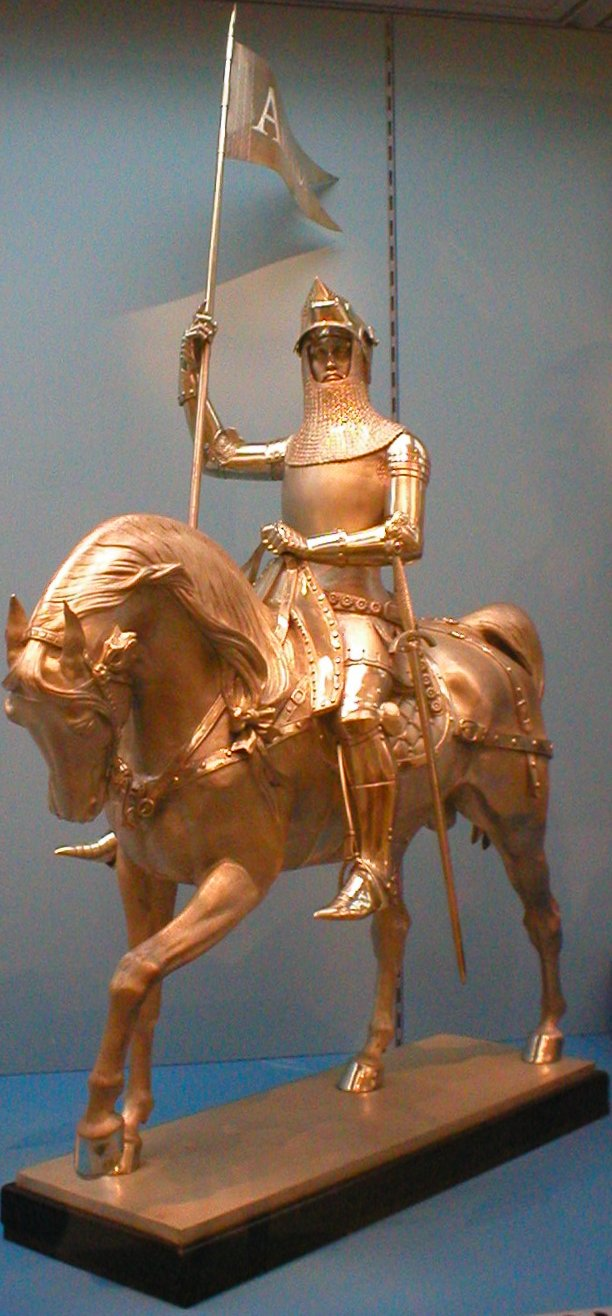
Một kị sĩ thuộc dòng Black Prince đang diễu hành, tượng đồng 1850

Hiệp sĩ hay Kị sĩ (tiếng Anh: Knight) là tầng lớp thấp nhất trong giới quý tộc ở Châu Âu thời trung cổ, vì thế không mang tính chất thừa kế. Vào thời kì Trung Cổ và Hậu Trung Cổ, nhiệm vụ chính của một kị sĩ là chiến đấu, đặc biệt là dưới hình thức kị binh hạng nặng. Gần đây, kị sĩ đã trở thành một tước hiệu dành cho những người nổi tiếng như Andrew Wiles, Alex Ferguson, Paul McCartney, Elton John hay Edmund Hillary. Kị sĩ phương Tây có tính chất rất giống với tầng lớp võ sĩ Samurai của Nhật Bản.
Lịch sử của các kị sĩ liên quan đến sự phát triển của xã hội thời đó, điều kiện lịch sử, và kĩ thuật cho phép xuất hiện các loại kị binh nặng.

## Sự hình thành

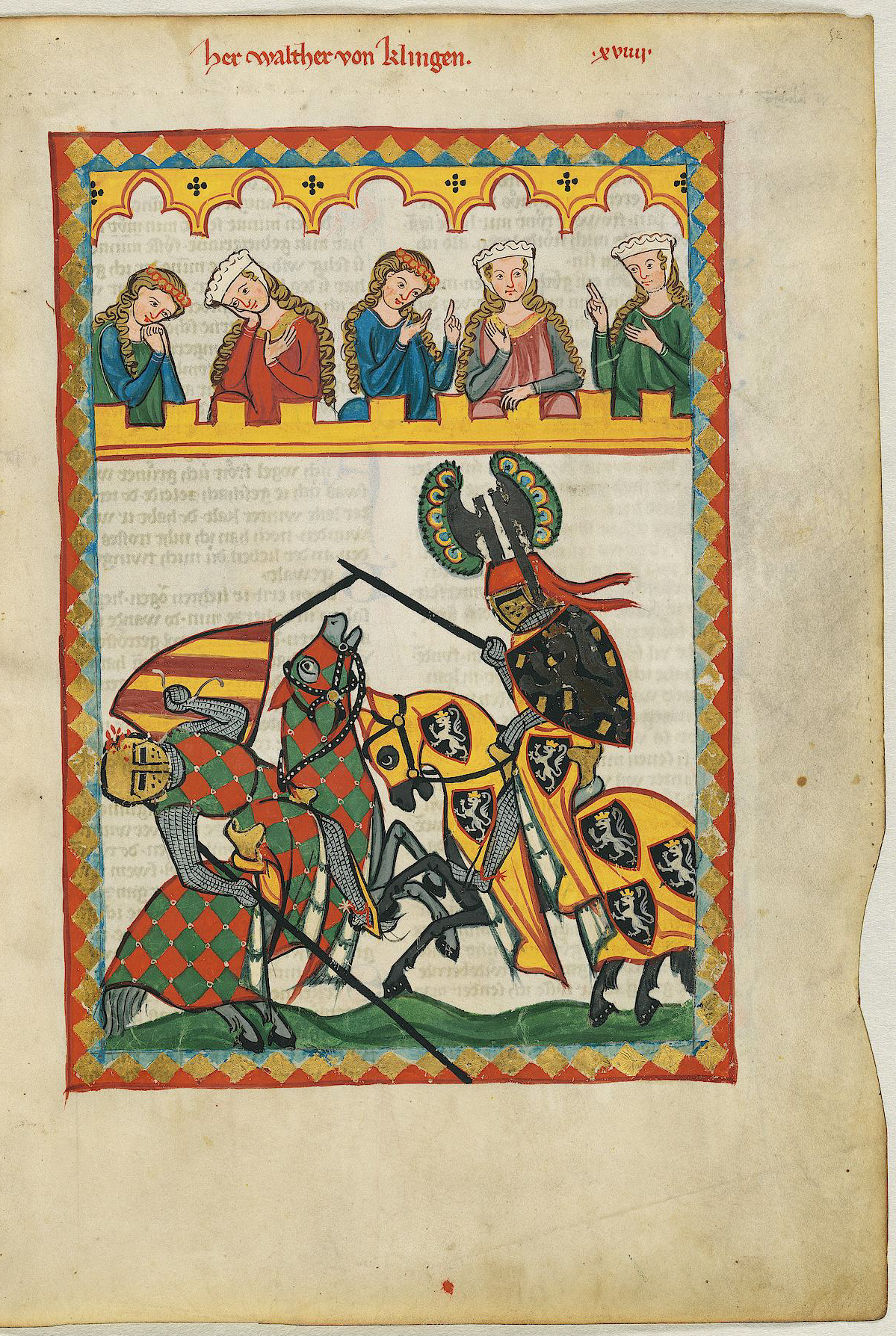
Hai kị sĩ vào khoảng thế kỉ 13-14 đang đấu thương (Codex Manesse)

## Trở thành một Hiệp Sĩ

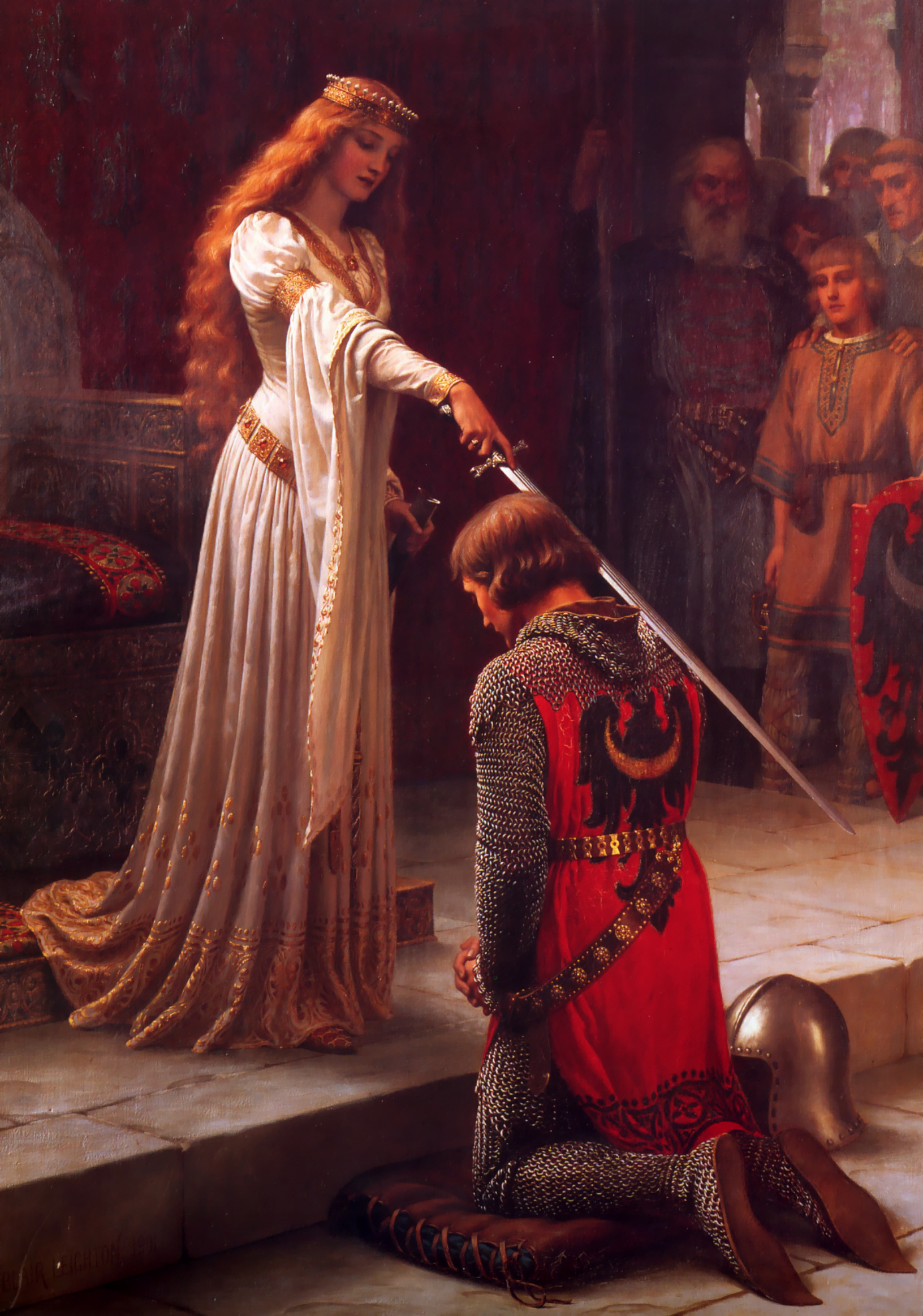
Bức tranh "Sự tôn vinh" của Edmund Blair Leighton

## Hiệp sĩ trong thời đại phong kiến

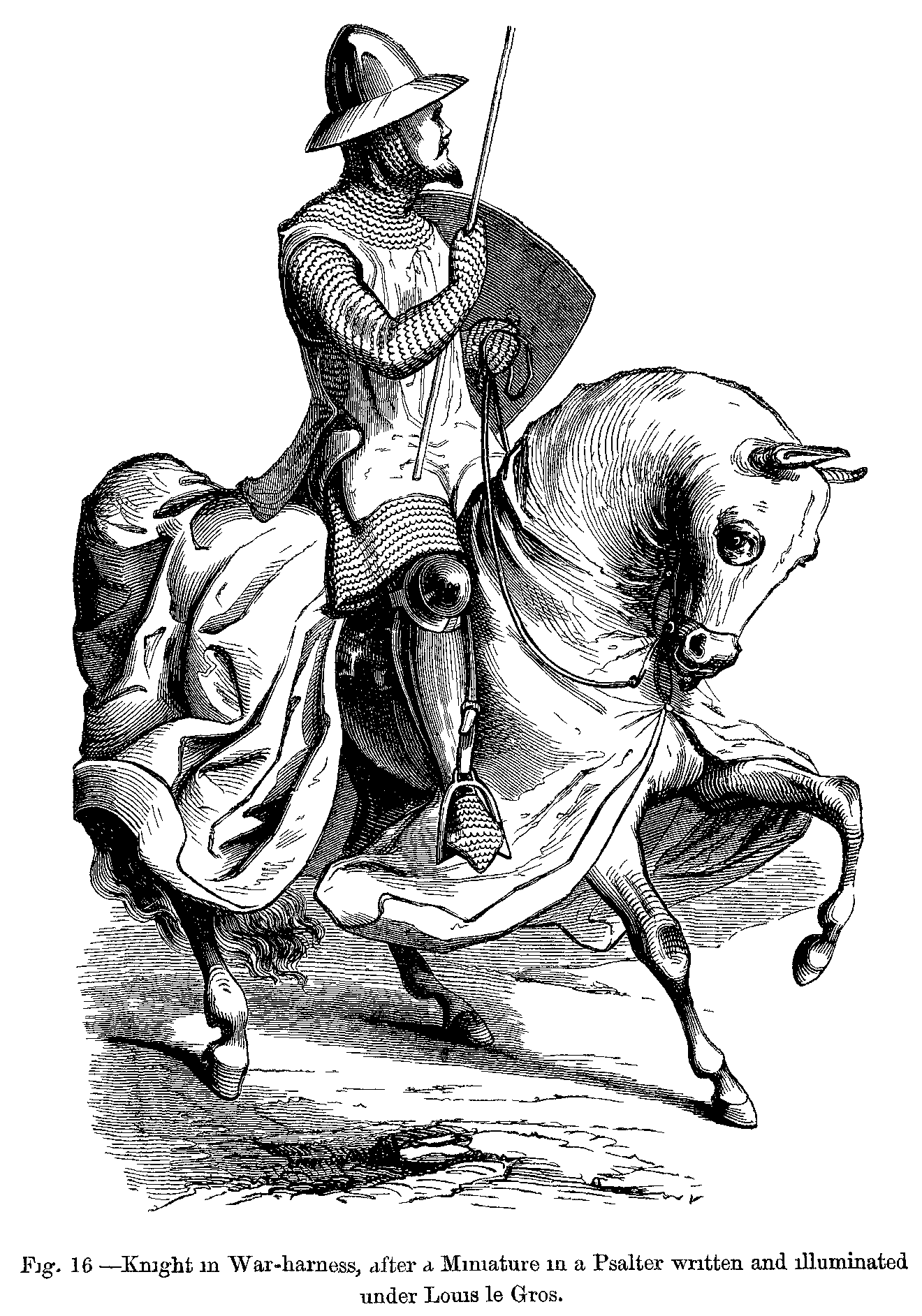
Một kị sĩ thời chiến

## Trong các tác phẩm

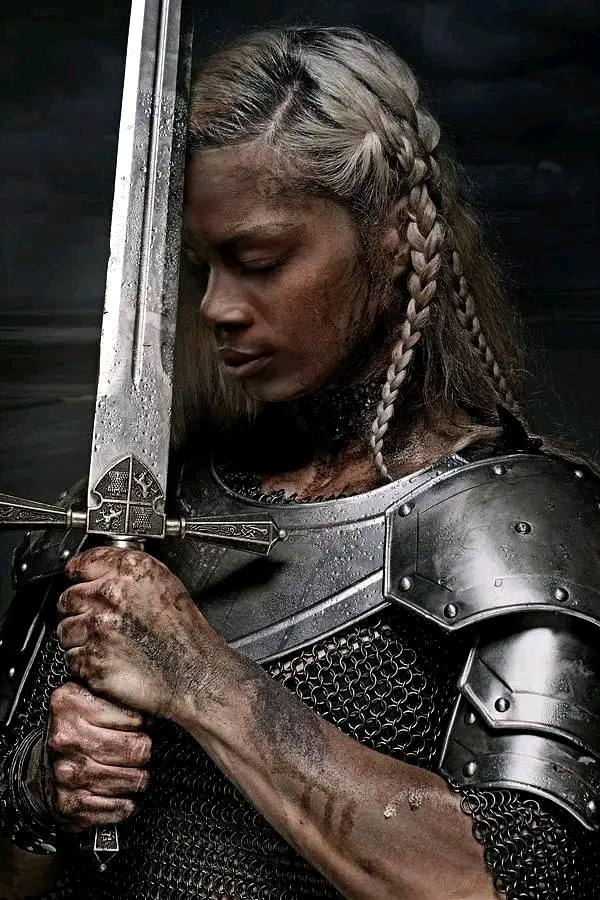
Một hiệp sĩ người Nigeria